# Rhododendron scopulorum
Rhododendron scopulorum är en ljungväxtart som beskrevs av Hutchinson. Rhododendron scopulorum ingår i släktet rododendron, och familjen ljungväxter. Inga underarter finns listade i Catalogue of Life.

## Bildgalleri

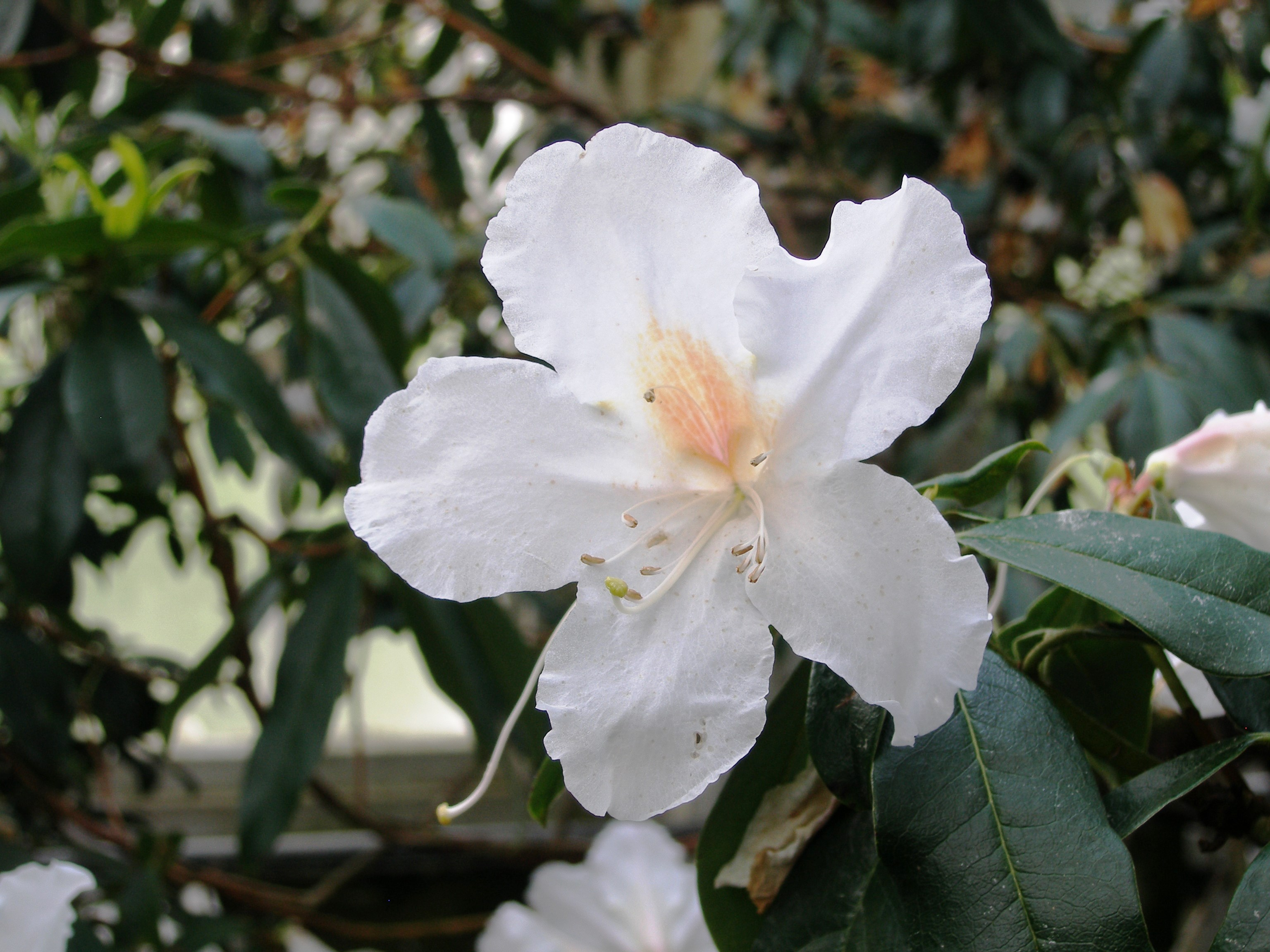